# 1386
| 1386               |
| ------------------ |
| Dødsfald - Fødsler |
|                    |

| Gregoriansk kalender | 1386 MCCCLXXXVI         |
| Ab urbe condita      | 2139                    |
| Armensk kalender     | 835 ԹՎ ՊԼԵ              |
| Kinesiske kalender   | 4082 – 4083 乙丑 – 丙寅 |
| Etiopisk kalender    | 1378 – 1379             |
| Jødisk kalender      | 5146 – 5147             |
| Hindukalendere       |                         |
| - Vikram Samvat      | 1441 – 1442             |
| - Shaka Samvat       | 1308 – 1309             |
| - Kali Yuga          | 4487 – 4488             |
| Iransk kalender      | 764 – 765               |
| Islamisk kalender    | 788 – 789               |

Konge i Danmark: Oluf 2. 1376-1387
Se også 1386 (tal)

## Begivenheder
- Den schweiziske bondehær besejrer den habsburgske ridderhær ved Sempach og sikrer edsforbundets frihed. Det enestående ved sejren kan ses af, at paverne fra da af vælger at have schweizere som gardister. Deres uniformer og bevæbning viser endnu i dag, hvordan forholdene var i slutningen af det 14. århundrede.